# 1997-es MTV Video Music Awards
Az 1997-es MTV Video Music Awards díjátadója 1997. szeptember 4-én került megrendezésre, és a legjobb, 1996. június 17-től 1997. június 16-ig készült klipeket díjazta. Az est házigazdája Chris Rock volt. A díjakat a New York-i Radio City Music Hall-ban adták át.

## Jelöltek
A győztesek félkövérrel vannak jelölve.

### Az év videója
- Beck — The New Pollution
- Jamiroquai — Virtual Insanity
- Jewel — You Were Meant for Me
- Nine Inch Nails — The Perfect Drug
- No Doubt — Don't Speak

### Legjobb férfi videó
- Babyface — Every Time I Close My Eyes
- Beck — Devils Haircut
- R. Kelly — I Believe I Can Fly
- Will Smith — Men in Black

### Legjobb női videó
- Erykah Badu — On & On
- Toni Braxton — Un-Break My Heart
- Meredith Brooks — Bitch
- Paula Cole — Where Have All the Cowboys Gone
- Jewel — You Were Meant for Me

### Legjobb csapatvideó
- Blur — Song 2
- Counting Crows — A Long December
- Dave Matthews Band — Crash into Me
- No Doubt — Don't Speak
- The Wallflowers — One Headlight

### Legjobb új előadó egy videóban
- Fiona Apple — Sleep to Dream
- Meredith Brooks — Bitch
- Hanson — MMMBop
- Jamiroquai — Virtual Insanity
- The Wallflowers — One Headlight

### Legjobb rock videó
- Aerosmith — Falling in Love (Is Hard on the Knees)
- Dave Matthews Band — Crash into Me
- Foo Fighters — Monkey Wrench
- Marilyn Manson — The Beautiful People
- Rage Against the Machine — People of the Sun

### Legjobb R&B videó
- Babyface (közreműködik Stevie Wonder) — How Come, How Long
- Erykah Badu — On & On
- Blackstreet (közreműködik Dr. Dre és Queen Pen) — No Diggity
- Toni Braxton — Un-Break My Heart
- Puff Daddy (közreműködik Faith Evans és a 112) — I'll Be Missing You

### Legjobb rap videó
- Blackstreet (közreműködik Dr. Dre és Queen Pen) — No Diggity
- Dr. Dre — Been There, Done That
- Missy Elliott — The Rain (Supa Dupa Fly)
- The Notorious B.I.G. — Hypnotize

### Legjobb dance videó
- The Chemical Brothers — Crash into Me
- Freak Nasty — Monkey Wrench
- The Prodigy — The Beautiful People
- Spice Girls — Wannabe

### Legjobb alternatív zenei videó
- Beck — The New Pollution
- Blur — Song 2
- Foo Fighters — Monkey Wrench
- Nine Inch Nails — The Perfect Drug
- Sublime — What I Got

### Legjobb filmből összevágott videó
- Iggy Pop — Lust for Life (a Trainspotting filmből)
- R. Kelly — I Believe I Can Fly (a Space Jam - Zűr az űrben filmből)
- Will Smith — Men in Black (a Men in Black - Sötét zsaruk filmből)
- Bruce Springsteen — Secret Garden (a Jerry Maguire – A nagy hátraarc filmből)

### Legnagyobb áttörés
- The Chemical Brothers — Setting Sun
- Daft Punk — Da Funk
- Missy Elliott — The Rain (Supa Dupa Fly)
- Jamiroquai — Virtual Insanity
- Radiohead — Paranoid Android

### Legjobb rendezés
- Beck — The New Pollution (Rendező: Beck Hansen)
- Missy Elliott — The Rain (Supa Dupa Fly) (Rendező: Hype Williams)
- Jamiroquai — Virtual Insanity (Rendező: Jonathan Glazer)
- Nine Inch Nails — The Perfect Drug (Rendező: Mark Romanek)
- The Smashing Pumpkins — The End Is the Beginning Is the End (Rendező: Joel Schumacher, Jonathan Dayton és Valerie Faris)

### Legjobb koreográfia
- Beck — The New Pollution (Koreográfus: Peggy Hickey)
- Cibo Matto — Sugar Water (Koreográfus: Michel Gondry)
- Dr. Dre — Been There, Done That (Koreográfus: Fatima & Swoop)
- Jamiroquai — Virtual Insanity (Koreográfus: Jason Kay)
- Will Smith — Men in Black (Koreográfus: Stretch)

### Legjobb speciális effektek
- Eels — Novocaine for the Soul (Speciális effektek: Ashley Clemens)
- Jamiroquai — Virtual Insanity (Speciális effektek: Jonathan Glazer és Sean Broughton)
- Marilyn Manson — The Beautiful People (Speciális effektek: D.A.V.E./Panic & Bob)
- The Smashing Pumpkins — The End Is the Beginning Is the End (Speciális effektek: Chris Staves, Nigel Randall, Edson Williams és a Strause testvérek)
- Will Smith — Men in Black (Speciális effektek: Paul Griffin, Alan Rosenfield és Wayde Howie)

### Legjobb művészi rendezés
- Beck — The New Pollution (Művészi rendezés: K. K. Barrett)
- Jamiroquai — Virtual Insanity (Művészi rendezés: John Bramble)
- Marilyn Manson — The Beautiful People (Művészi rendezés: Ken Baird)
- Nine Inch Nails — The Perfect Drug (Művészi rendezés: Tom Foden)

### Legjobb vágás
- Beck — Devils Haircut (Vágó: Hank Corwin)
- Jamiroquai — Virtual Insanity (Vágó: Jonathan Glazer és John McManus)
- The Smashing Pumpkins — The End Is the Beginning Is the End (Vágó: Hal Honigsburg)
- The Wallflowers — One Headlight (Vágó: Einar Thorteinsson)

### Legjobb operatőr
- Eels — Novocaine for the Soul (Operatőr: Jeff Cronenweth)
- Jamiroquai — Virtual Insanity (Operatőr: Steven Keith-Roach)
- Nine Inch Nails — The Perfect Drug (Operatőr: Jeff Cronenweth)
- The Smashing Pumpkins — The End Is the Beginning Is the End (Operatőr: Declan Quinn)

### Közönségdíj
- Jewel — You Were Meant for Me
- The Prodigy — Breathe
- Puff Daddy (közreműködik Faith Evans és a 112) — I'll Be Missing You
- Spice Girls — Say You'll Be There
- The Wallflowers — One Headlight

### Nemzetközi közönségdíj

#### MTV Asia
- Dewa 19 — Kirana
- The Eraserheads — Ang Huling El Bimbo
- Joey Boy — Fun Fun Fun
- KRU — Fanatik
- Lee Seung-Hwan — Family

#### MTV Australia
- Human Nature — Don't Say Goodbye
- Powderfinger — Living Type
- Savage Garden — To the Moon and Back
- Silverchair — Freak
- Spiderbait — Calypso

#### MTV Brasil
- Fernanda Abreu — Kátia Flávia
- Angra — Make Believe
- Baba Cósmica — Uma Pedra no Meu Caminho
- Barão Vermelho — Amor Meu Grande Amor
- Carlinhos Brown — A Namorada
- Camisa de Vênus — O Ponteiro Tá Subindo
- Cidade Negra — Firmamento
- Kid Abelha — Te Amo pra Sempre
- Lagoa — Revista de Mulher Pelada
- Maria do Relento — Conhece o Mário
- Nenhum de Nós — Vou Deixar Que Você Se Vá
- Os Ostras — Uma, Duas ou Três (Punheta)
- Os Paralamas do Sucesso — La Bella Luna
- Pato Fu — Água
- Planet Hemp — Dezdasseis/Dig Dig Dig (Hempa)
- Raimundos — Puteiro em João Pessoa
- Lulu Santos — Aviso aos Navegantes
- Sepultura — Ratamahatta
- Skank — É uma Partida de Futebol
- Virgulóides — Bagulho no Bumba

#### MTV Europe
- Daft Punk — Around the World
- Jamiroquai — Virtual Insanity
- The Prodigy — Breathe
- Radiohead — Paranoid Android
- Skunk Anansie — Hedonism (Just Because You Feel Good)

#### MTV India
- Lucky Ali — O Sanam
- Amitabh Bachchan — Eir Bir Phatte
- Asha Bhosle — O Mere Sona Re
- Colonial Cousins — Krishna
- Daler Mehndi — Dardi Rab Rab

#### MTV Japan
- Air — Hair Do
- Chara — Yasashii Kimochi
- Denki Groove — Shangi-La
- Scha Dara Parr — Otona Ni Nattemo
- The Yellow Monkey — Rakuen

#### MTV Latin America
- Azul Violeta — Volveré a Empezar
- Café Tacuba — Chilanga Banda
- Control Machete — ¿Comprendes Mendes?
- Fito Páez — Cadáver Exquisito
- Aleks Syntek y la Gente Normal — Sin Ti

#### MTV Mandarin
- Jeff Chang — Affection
- Chyi Chin — Cliff
- Mavis Fan — Bartender Angel
- Valen Hsu — If Cloud Knows
- Aaron Kwok — Share My Love
- Wu Bai & China Blue — End of Love

### Életmű-díj
- LL Cool J
- Mark Romanek

## Fellépők

### MTV.com online sugárzás
- Meredith Brooks

### Elő-show
- The Mighty Mighty Bosstones (közreműködik John Popper) — The Impression That I Get
- Foo Fighters — Everlong/Monkey Wrench

### Fő show
- Puff Daddy (közreműködik Faith Evans, 112, Mase és Sting) — Mo Money Mo Problems/I'll Be Missing You
- Jewel — Angel Standing By
- The Prodigy — Breathe (élőben Londonból)
- The Wallflowers (közreműködik Bruce Springsteen) — One Headlight
- Lil Kim, Da Brat, Missy Elliott, Lisa "Left-Eye" Lopes és Angie Martinez — Not Tonight (Ladies Night Remix)
- U2 — Please
- Beck — The New Pollution
- Spice Girls — Say You'll Be There
- Jamiroquai — Virtual Insanity
- Marilyn Manson — The Beautiful People

## Résztvevők
- Cindy Crawford és Pat Smear — átadták a Legjobb csapatvideó díjat
- Martha Stewart és Busta Rhymes — átadták a Legjobb dance videó díjat
- Madonna — Diána walesi hercegné haláláról beszélt és bemutatta a The Prodigy-t
- Kevin Bacon és Janeane Garofalo — átadták a Legjobb filmből összevágott videó díjat
- Adam Sandler és Meredith Brooks — átadták a Legjobb alternatív zenei videó díjat
- Wu-Tang Clan — bemutatta Lil' Kimet, Missy Elliottot, Angie Martinezt, Da Bratot és Lisa Lopest
- Elton John — átadta a Legjobb új előadó díjat
- Dermot Mulroney és John Popper — átadták a Legjobb férfi videó díjat (és bejelentették Beck győzelmét a Legjobb rendezés kategóriában)
- Mariah Carey — átadta az Életmű-díjat LL Cool J-nek
- No Doubt — átadta a Legjobb R&B videó díjat
- Mike Myers — bemutatta Becket
- Sheryl Crow — műholdas kapcsolaton keresztül beszélgetett a The Rolling Stones-szal, majd bejelentette a következő díjátadót
- Fiona Apple és Chris Tucker — bejelentették a Nemzetközi közönségdíj győzteseit
- Maxwell, Dave Matthews és Boyd Tinsley — átadták a Legjobb rap videó díjat
- Janet Jackson — átadta az Életmű-díjat Mark Romanek-nek
- Naomi Campbell — bejelentette Jamiroquai-t
- David Arquette és Lisa Marie Presley — átadták a Közönségdíjat
- Blackstreet — átadta a Legjobb női videó díjat
- Will Smith — átadta az Év videója díjat